# Лохвицкий городской совет
Лохвицкий городской совет (укр. Лохвицька міська рада) — орган местного самоуправления, входит в состав
Лохвицкого района
Полтавской области
Украины.
Административный центр городского совета находится в
г. Лохвица.

## История
- 2007 — Полтавский областной совет подчинил пос. Криница Лохвицкому городскому совету[2].

## Населённые пункты совета
- г. Лохвица
- с. Криница

## Управление
Лохвицкий городской совет состоит из 30 депутатов, городской голова 
Радько Виктор Иванович (с 2015 года, беспартийный).
Адрес совета: 37200, Полтавская область, Лохвицкий район, г. Лохвица, ул. Перемоги, 19.